# Phoradendron
Phoradendron là một chi thực vật có hoa trong họ Santalaceae. Chi này được miêu tả khoa học đầu tiên năm 1848.

## Từ nguyên
Thomas Nuttall đặt tên chi Phoradendron từ tiếng Hy Lạp phor (kẻ trộm) và dendron (cây gỗ), ám chỉ kiểu phát triển ký sinh của các loài trong chi này.

## Các loài
Có khoảng 235 đến 240 loài trong chi này.
Các loài bao gồm:
- Phoradendron aequatoris Urb.
- Phoradendron anceps (Spreng.) G.Maza
- Phoradendron argentinum
- Phoradendron barahonae Urb. & Trel.
- Phoradendron bolleanum (Seem.) Eichl.
- Phoradendron californicum Nutt.
- Phoradendron canzacotoi Trel.
- Phoradendron capitellatum Torr. ex Trel.
- Phoradendron coryae Trel.
- Phoradendron crassifolium
- Phoradendron densum Torr. ex Trel.
- Phoradendron dichotomum (Bertero) Krug & Urb.
- Phoradendron emarginatum
- Phoradendron hawksworthii (DC.) Griseb.
- Phoradendron hexastichum (DC.) Griseb.
- Phoradendron hieronymi
- Phoradendron juniperinum A.Gray
- Phoradendron leucarpum (Raf.) Reveal & M.C.Johnst. (đồng nghĩa P. flavescens, P. serotinum, P. tomentosum).
- Phoradendron libocedri (Engelm.) Howell
- Phoradendron liga
- Phoradendron macrophyllum (Engelm.) Cockerell
- Phoradendron madisonii Kuijt
- Phoradendron mathiasenii[10]
- Phoradendron mucronatum (DC.) Krug & Urban
- Phoradendron nickrentianum Kuijt
- Phoradendron olae[11]
- Phoradendron pauciflorum Torr.
- Phoradendron piperoides (Kunth) Trel.
- Phoradendron pomasquianum Trel.
- Phoradendron quadrangulare (Kunth) Griseb.
- Phoradendron racemosum (Aubl.) Krug & Urb.
- Phoradendron rubrum (L.) Griseb.
- Phoradendron tetrapterum Krug & Urb.
- Phoradendron trinervium (Lam.) Griseb.
- Phoradendron tucumanense
- Phoradendron villosum (Nutt.) Nutt. – tầm gửi Thái Bình Dương
- Phoradendron wiensii Kuijt